# نوكيا 6280

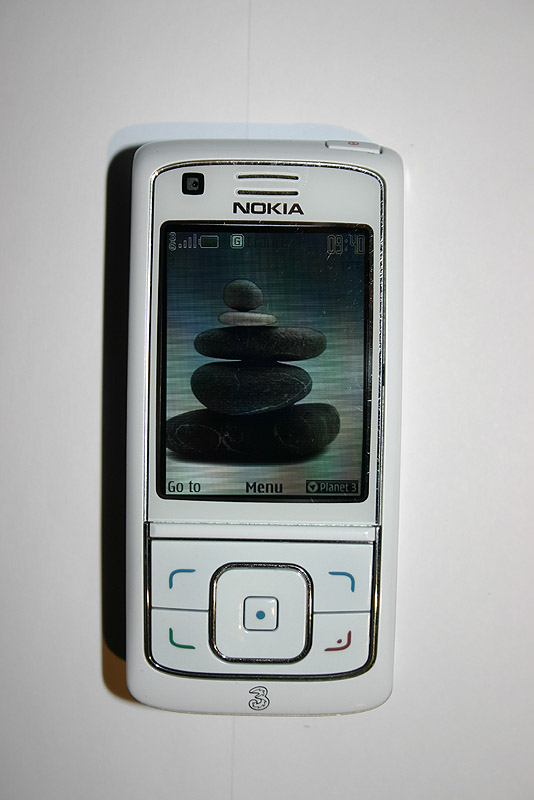
نوكيا 6280

نوكيا 6280 هو أحد أجهزة نوكيا، شركة الهواتف والتقنية النقالة. يأتي هذا الجهاز مع شاشة نوعها 320 * 240 18-بت (262,144) لون. تم إصدار هذا الجهاز في 2005. تقنيته/تردده هي UMTS/GSM. جيل الجهاز هو BB5.0. عامل الشكل (التصميم) للجهاز هو «منزلق». الجهاز يحتوي على كامير نوعها: 2.0 ميغابيكسل.